# Lagoa Dourada
Lagoa Dourada este un oraș în Minas Gerais (MG), Brazilia.